# むづき
むづき（ローマ字：JDS Muzuki, MSC-641、YAS-92）は、海上自衛隊の掃海艇。たかみ型掃海艇の12番艇。艇名は睦月島に由来する。

## 艦歴
「むづき」は、第4次防衛力整備計画に基づく昭和47年度計画掃海艇341号艇として、日立造船神奈川工場で1973年6月7日に起工され、1974年4月5日に進水、1974年8月28日に就役し、同日付で第1掃海隊群隷下に新編された第45掃海隊に「あわじ」、「たかね」とともに編入された。定係港は呉。
1986年3月27日、第45掃海隊が呉地方隊阪神基地隊に編入。
1990年11月28日、特務船に種別変更され、船籍番号がYAS-92に変更。装備実験隊に編入され定係港が横須賀に転籍。
1992年11月24日、佐世保地方隊佐世保警備隊隷下の奄美基地分遣隊に編入。
1997年2月27日、除籍。